# Amsacta kaschmirica
Amsacta kaschmirica är en fjärilsart som beskrevs av Embrik Strand 1919. Amsacta kaschmirica ingår i släktet Amsacta och familjen björnspinnare. Inga underarter finns listade i Catalogue of Life.